# Chris van der Velde
Chris van der Velde (17 januari 1964) was een professioneel golfer en bondscoach.

## Zijn opleiding
Chris van der Velde is geboren in Nederland, maar opgegroeid in Norwich in de Verenigde Staten. Zijn vader is Nederlands, zijn moeder is Amerikaanse. Chris is een graduate van St. Bernard High School en Boston College. Toch verkiest hij golf te spelen voor zijn Nederlandse paspoort. Zijn echtgenote is Amerikaanse.

## Playing pro
- 1988: Via de Tour School in Montpellier bemachtigt hij een kaart voor de Europese PGA Tour van 1989.
- 1989: Van der Velde speelt zijn eerste toernooi op de Europese PGA Tour op de Golf del Sur op Tenerife.
- 1992: Hij wordt 9de in het Cannes Open op Mougins.
- 1994: Hij wordt 6de in de Vines Classic in Perth.
- 1997: Door het winnen van de Tour School in Spanje kan hij spelen op de Europese Tour in 1998. Hij speelt 14 toernooien en verliest zijn kaart weer.

#### Gewonnen
In Nederland heeft Chris van der Velde zes keer de Order of Merit gewonnen en veel overwinningen behaald waaronder:
- 1990: NK Strokeplay op de Eindhovensche Golf
- 1992: NK Strokeplay op de Amsterdamse Golf Club.
- 1997: NK Matchplay op Golf & Countryclub Geijsteren
- 1999: NPGA Trophy op de Wouwse Plantage
- 2002: Muermans Vastgoed Cup op Herckenbosch. Zijn score is -5.
- 2007: Hij wint vijf van de negen evenementen van de Dutch Tour.

#### Teams
- World Cup: 7x
- Palmer Cup: 2007 (coach)

## Coach
De Britse Professional Golfers Association benoemt hem tot Trainer van het jaar 1999. In 2001 volgt Van der Velde Tim Giles op als bondscoach bij de Nederlandse Golf Federatie, o.a. met Tom O'Mahoney, Joost Steenkamer en Hayo Bensdorp. Hij specialiseert zich in het korte spel.
In 2003 wordt hij hoofdcoach van het Nederlands Nationaal Golf team. In 2006, op het World Amateur Team Championship in Stellenbosch, bestaat het Nederlandse team (t/m 21 jaar) uit Wil Besseling, Joost Luiten en Tim Sluiter. Het team verslaat in 4 rondes 69 landen en wint met 2 slagen voorsprong.
In 2008 haalt het Nederlandse damesteam zilver bij het Europees Kampioenschap.

## Golfbaan
Chris van de Velde woont in Bend, Oregon. Hij is daar samen met Willem Willemstein eigenaar van de Tetherow Golf Club, een 72 holesbaan ontworpen door David McLay Kidd. Van der Velde is directeur van Golf Development for Arrowood Development, het bedrijf dat de baan heeft aangelegd.